# Liste der Kulturdenkmale in Rietheim-Weilheim
In der Liste der Kulturdenkmale in Rietheim-Weilheim sind alle Bau- und Kunstdenkmale in der Gemeinde Rietheim-Weilheim verzeichnet. Sie leitet sich aus der Liste des Landesdenkmalamts Baden-Württemberg, dem „Verzeichnis der unbeweglichen Bau- und Kunstdenkmale und der zu prüfenden Objekte“ ab. Diese Liste wurde im Jahre 2008 erstellt. Die Teilliste für den Landkreis Tuttlingen hat den Stand vom 6. Mai 2008 und verzeichnet dreizehn unbewegliche Bau- und Kunstdenkmäler sowie sechs Prüffälle. Im Folgenden werden nur die bereits festgestellten Denkmale aufgeführt.
Diese Liste ist nicht rechtsverbindlich. Eine rechtsverbindliche Auskunft ist lediglich auf Anfrage bei der Unteren Denkmalschutzbehörde des Landkreises Rottweil erhältlich.

## Allgemein
- Bild: Zeigt ein ausgewähltes Bild aus Commons, „Weitere Bilder“ verweist auf die Bilder im Medienarchiv Wikimedia Commons.
- Bezeichnung: Nennt den Namen, die Bezeichnung oder die Art des Kulturdenkmals.
- Lage: Straßenname und Hausnummer oder Flurstücknummer des Kulturdenkmals, gegebenenfalls auch den Ortsteil. Die Grundsortierung der Liste erfolgt nach dieser Adresse. Der Link (Karte) führt zu verschiedenen Kartendiensten mit der Position des Kulturdenkmals. Fehlt dieser Link, wurden die Koordinaten noch nicht eingetragen. Sind diese bekannt, können sie über ein Tool mit einer Kartenansicht einfach nachgetragen werden. In dieser Kartenansicht sind Kulturdenkmale ohne Koordinaten mit einem roten bzw. orangen Marker dargestellt und können durch Verschieben auf die richtige Position in der Karte mit Koordinaten versehen werden. Kulturdenkmale ohne Bild sind an einem blauen bzw. roten Marker erkennbar.
- Datierung: Baubeginn, Fertigstellung, Datum der Erstnennung oder grobe zeitliche Einordnung entsprechend des Eintrags in der zuständigen Denkmaldatenbank (Landesamt für Denkmalpflege Baden-Württemberg).
- Beschreibung: Kurzcharakteristik des Kulturdenkmals.

## Kulturdenkmale in der Gemeinde Rietheim-Weilheim

### Rietheim
| Bild           | Bezeichnung                         | Lage                                   | Datierung | Beschreibung | ID |
| -------------- | ----------------------------------- | -------------------------------------- | --------- | --- | -- |
|                | Einhaus                             | Rietheim, Bulzingen 135 (Karte)        |           | zweigeschossiges Einhaus mit Satteldach, einschließlich Scheune, Schopf und Stall Geschützt nach § 2 DSchG |    |
|                | Brunnen                             | Rietheim, Rathausplatz (Karte)         | 1878      | gusseiserner, rechteckiger Brunnen, Inschrift: „F. F. Maschinenfabrik Immendingen 1878“ Geschützt nach § 2 DSchG |    |
|                | Pfarrhaus                           | Rietheim, Rathausplatz 1 (Karte)       | 1885      | zweigeschossiges Pfarrhaus mit Satteldach. Erdgeschoss massiv, Obergeschoss verschindeltes Fachwerk, Dachgeschoss verbrettert. Fenster mit Verdachungen Geschützt nach § 2 DSchG |    |
|                | Einhaus                             | Rietheim, Rußberg 17 (Karte)           | 19. Jh.   | zweigeschossiges Einhaus mit Satteldach, einschließlich Scheune, Schopf und Stall Geschützt nach § 2 DSchG | BW |
|                | ehemaliges Schloss                  | Rietheim, Schlossstraße 4 (Karte)      | 1537      | Ehemaliges Schloss, dreigeschossig mit Walmdach. 1537 von Hans II. von Karpfen als Wasserschloss errichtet. 1881 Renovation des Schlosses durch Konrad Wiederhold (Wappen über der Eingangstür) sowie Schlossgraben und Garten. Geschützt nach § 2 DSchG | BW |
|                | Gefallenendenkmal                   | Rietheim, bei Schlossstraße 19 (Karte) | 1920      | Denkmal für dei Gefallenen des Ersten Weltkriegs, als Toranlage aus Findlingssteinen 1920 errichtet. Am Torbogen die Inschrift „Die Jünglinge fallen, aber die auf den Herrn harren, kriegen neue Kraft“, „Ich weiß, dass unser Erlöser lebt“, rechts und links eingemauerte Sandsteintafeln mit den Namen der Gefallenen. Geschützt nach § 2 DSchG                                                      |    |
| Weitere Bilder | evangelische Pfarrkirche St. Martin | Rietheim, Schlossstraße 19 (Karte)     | 1835      | Evangelische Pfarrkirche St. Martin samt Kirchhof (Friedhof). 1835 erbaut, 1840 Kirchhof angelegt, 1963/64 grundlegende Neugestaltung des Innenraums. Altar, Kanzel, Taufstein und Altarwandgestaltung von Rudolf Yelin Jr. aus Stuttgart, Orgel der Firma Braun (Spaichingen). Einschließlich historischer Ausstattung und Zubehör, sowie Grabplatten an der Kirchenaußenwand. Geschützt nach § 2 DSchG |    |
| Weitere Bilder | Turm der evangelischen Kirche       | Rietheim, Schlossstraße 19 (Karte)     |           | Kirchturm. Der untere Teil stammt von der Vorgängerkirche. Drei kleine romanische Steinplastiken. Der Turm wurde 1845 aufgestockt. Geschützt nach § 12 DSchG |    |
|                | Ruine Altrietheim                   | Rietheim, Flst. Nr. 2543 (Karte)       |           | Geschützt nach § 12 DSchG |    |

### Weilheim
| Bild           | Bezeichnung                       | Lage                                 | Datierung | Beschreibung | ID |
| -------------- | --------------------------------- | ------------------------------------ | --------- | --- | -- |
| Weitere Bilder | Katholische Pfarrkirche St. Georg | Weilheim, Kirchstraße 20 (Karte)     |           | Katholische Pfarrkirche St. Georg mit gotischem Chor. 1842 erhält der gotische Turm eine Zwiebelhaube, 1865 wird das Kirchenschiff erneuert und vergrößert. Einschließlich historischer Ausstattung und Zubehör. Geschützt nach § 12 DSchG                                                   |    |
|                | Gefallenendenkmal                 | Weilheim, bei Kirchstraße 20 (Karte) | 1921      | Denkmal für die Gefallenen des Ersten Weltkriegs aus rotem Sandstein. Inschrift: „Dem Gedenken der im Kriege 1914–1918 Gefallenen“ Geschützt nach § 2 DSchG |    |
| Weitere Bilder | Kapelle Maria Hilf                | Weilheim, Seitinger Straße (Karte)   |           | Kapelle Maria Hilf, erbaut 1856 auf Initiative des Ortsgeistlichen Dr. Lorenz Lang. Darin: Lourdesgrotte, 1882 errichtet, Inschriften: „Je suis l’imaculle conception“ („Ich bin die unbefleckte Empfängnis“), „ND de Lourdes/Deposé“ („Mutter Gottes von Lourdes“) Geschützt nach § 2 DSchG |    |
| Weitere Bilder | Ruine Fürstenstein                | Weilheim, Flst. Nr. 482 (Karte)      |           | Burgstelle mit Graben Geschützt nach § 12 DSchG |    |
|                | Grenzzeichen                      | Weilheim                             |           | Sachgesamtheit Grenzzeichen der Gemarkungsgrenze Rietheim-Weilheim einschließlich der nicht am ursprünglichen Ort befindlichen Grenzsteine. Ebenfalls Grenzzeichen der Gemarkungswälder. Geschützt nach § 2 DSchG                                                                            |    |